# Rip Van Winkle (film, 1903)
Rip Van Winkle je americký němý film z roku 1903. Režisérem je William Kennedy Dickson (1860–1935). Film trvá zhruba 4 minuty a jeho děj je založen na povídce Rip Van Winkle od Washingtona Irvinga. Film se skládá z 8 scén, které byly natočeny v srpnu 1896 v Buzzards Bay v Massachusetts v USA. V roce 1995 byl film uložen do Národního filmového registru (National Film Registry).

## Děj
Film se skládá z osmi krátkých snímků:
- Rip's Toast
- Rip Meets the Dwarf
- Rip and the Dwarf
- Rip Leaving Sleepy Hollow
- Rip's Toast to Hudson and Crew
- Rip's Twenty Years' Sleep
- Awakening of Rip
- Rip Passing Over Hill